# 顧冠忠
顧冠忠（クウ・クワンツォン、1955年2月22日 - ）は、台湾で活躍する香港の俳優。時代劇の出演が多い。
日本では『幽幻道士』シリーズや『来来!キョンシーズ』など数多くのTVシリーズに出演していることで知られる。

## 主な出演作品
- 「少林英雄」(1979年)
- 「乾隆下揚州」(1982年)
- 「離魂」(1987年)
- 幽幻道士3（盛天門役・1988年）
- 幽幻道士4（テンテンの父親 青龍役・1988年）
- 来来!キョンシーズ(テレビドラマ)（浩雲役・1988年・TBS）

2000 「麗女姦淫秘話　人妻 花芯の香り」 
2002 「風雲(TVシリーズ)」 